# Suramericano de Natación de 2004 - 200 m. Libre Femenino
La prueba de 200 m libre femenino del campeonato sudamericano de natación de 2004 se realizó el 27 de marzo de 2004, el tercer día de competencias del campeonato. Tres nadadoras lograron la marca mínima clasificatoria para los Juegos Olímpicos de Atenas 2004.

## Medallistas
| Evento      | Oro                                  | Plata                                | Bronce                              |
| ----------- | ------------------------------------ | ------------------------------------ | ----------------------------------- |
| 200 m libre | Monique Ferreira · Brasil · 2:03.17. | Mariana Brochado · Brasil · 2:04.03. | Cecilia Biagioli Argentina 2:05.13. |

## Resultados
| Posición | Carril | Nadador          | Tiempo       |
| -------- | ------ | ---------------- | ------------ |
| 1        | 6      | Monique Ferreira | 2:03.17. MCO |
| 2        | 4      | Mariana Brochado | 2:04.03. MCO |
| 3        | 5      | Cecilia Biagioli | 2:05.13. MCO |
| 4        | 3      | María Zabala     | 2:06.30.     |
| 5        | 2      | Diana López      | 2:08.30.     |
| 6        | 7      | María Wong       | 2:09.33.     |
| 7        | 1      | Victoria Tafur   | 2:11.52.     |
| 8        | 8      | Yanel Pinto      | 2:12.05.     |

MCO: Marca Clasificatoria a Olímpicos.